# 香港摩天輪

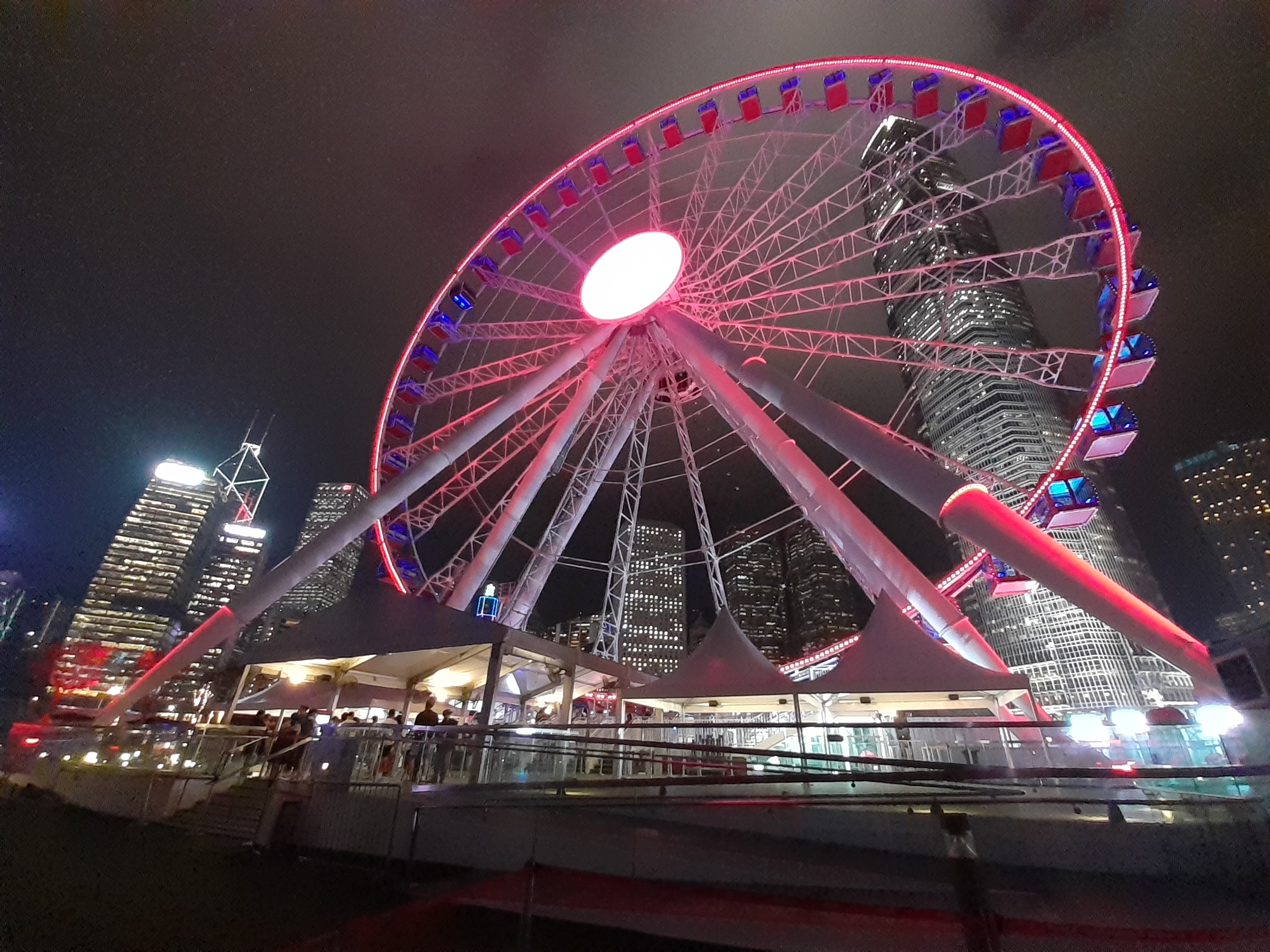
香港中環摩天輪

香港摩天轮（縮寫：HKOW），是香港一座高60米的巨型摩天輪，位於中環民光街33號中環海濱長廊上，目前由Great Entertainment Group旗下公司The Entertainment Corporation營運。香港摩天輪起初由瑞士Swiss AEX公司建設及營運，2014年12月5日正式開放予市民及遊客使用。香港摩天輪2015年11月份門票的部份收益將捐予香港海洋公園保育基金以作亞洲野生生態保育之用。地政總署在2017年5月公布用地易手，料2017年9月轉交予新營辦商The Entertainment Corporation。不過由2017年8月30日起，摩天輪疑於無預告的情況下提早停業，未有交代原因及重新開放的日期，網頁亦無法開啟。2017年9月6日，摩天輪新舊營辦商宣布達成協議，現有摩天輪設施得以保留，摩天輪於同年12月20日重新開放，並與新落成的AIA Vitality公園一併開幕。

## 簡介
- 車廂設置冷氣及對講機，強化玻璃，可以防熱及潮濕天氣。
- 預計摩天輪首年乘客最高可達100萬人次。[5]
- 香港摩天輪設置42個車廂，每廂可載8人，全程15至22分鐘，轉速會因天氣狀況作出調整，約轉2至3個圈。
- 摩天輪車廂及主軸等組件來自外國，在香港組裝，由港燈提供電源，並自備發電機供電。
- 三號強風信號或以上、黑色暴雨警告信號生效期間，摩天輪將會暫停開放。[6]
- 香港摩天輪的場內設置餐廳等娛樂設施，地面場地為公共空間，公眾可以進入；當中的一半用地為豪華露天戲院『The Grounds』，戲院於2021年8月開幕。
- 原成人收費為港幣100元，2017年12月20日起成人收費為港幣20元，3-11歲小童、65歲或以上之長者、傷健人士為港幣10元，3歲以下小童免費，包廂為港幣160元。網上購票將收取6%手續費。
- 開放時間為星期一至四中午12時至下午9時，星期五至日（包括公眾假期及前夕）上午11時至下午11時（年中無休）。

## 軼事

### 交接風波

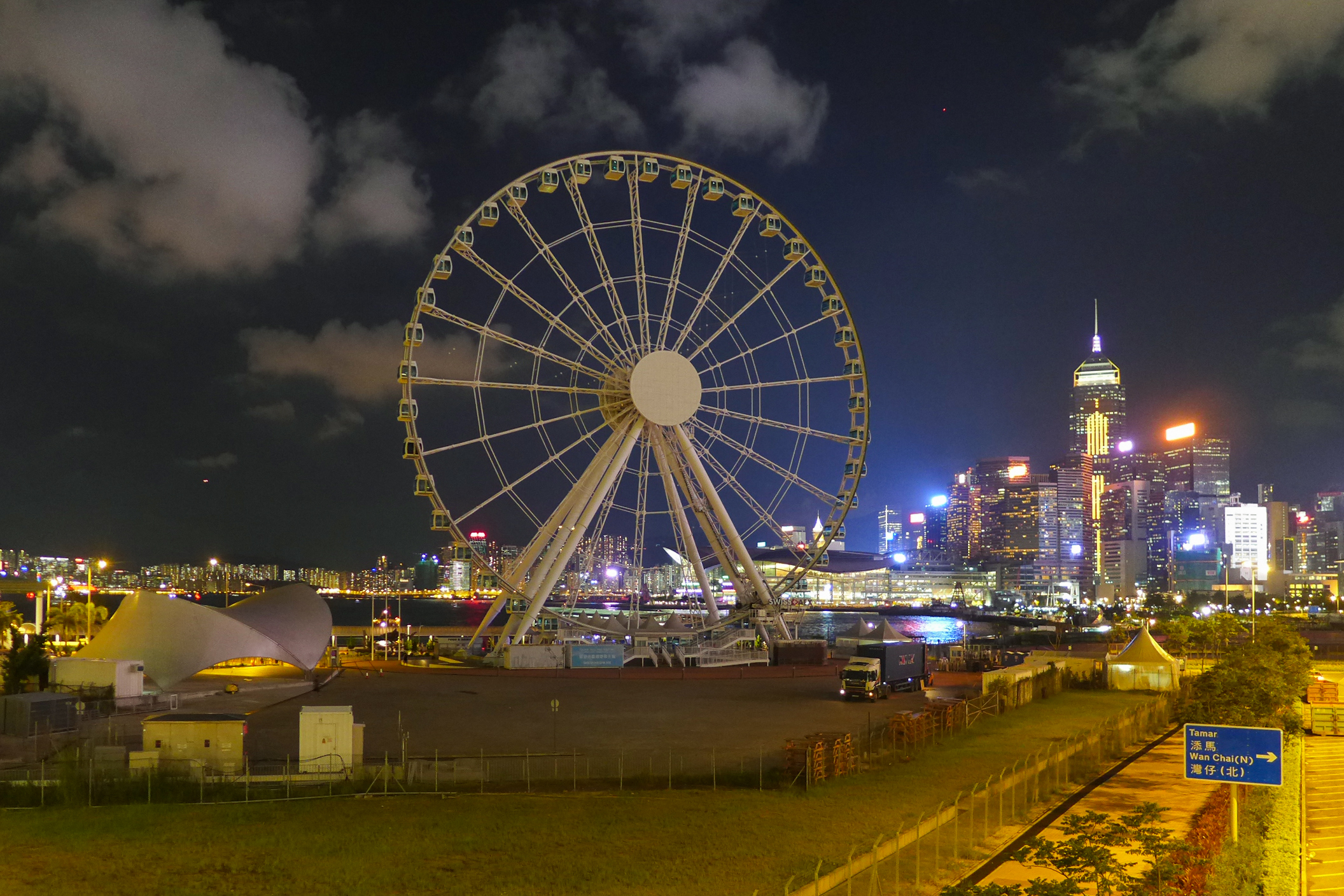
摩天輪在2017年8月30日至9月6日因交接風波而停業

2017年8月30日起，摩天輪疑於無預告的情況下提早停業，未有交代原因及重新開放的日期，網頁亦無法開啟。原營辦商Swiss AEX Holding Limited在9月2日發新聞稿指出，新營辦商The Entertainment Corporation Limited（TECL）未能提供證明有足夠資金購入摩天輪設施。同時指已向政府相關部門申請重開摩天輪所需之牌照，一旦獲批即可重開。但若政府不批准，會尊重相關規定，最快在9月7日拆卸，以便將土地交還予地政總署。發展局指出，新營辦商的技術建議較其他投標者優勝，若新舊營辦商未能達成協議，摩天輪或須10月底前清拆。商務及經濟發展局局長邱騰華呼籲新舊營辦商應以大局及整體效益出發，做好交接工作，減少對遊客及市民的影響。
新營辦商TECL在9月4日發出聲明，表示荷蘭製造商Dutch Wheels才是真正持有摩天輪主體部件的公司。2015年12月亦參與投標，並於今年5月中標時，計劃在現址重建摩天輪，同時計劃每張門票只售20元。營辦商表示一直努力跟前營辦商磋商摩天輪交接及過渡管理事宜，惟雙方最終無法達成共識。
《壹週刊》調查發現，新營辦商TECL的董事，與發展商會德豐的大股東吳光正之女婿為生意伙伴。而摩天輪位置座落於「中環新海濱第3號用地」，可建5座私人甲級商廈，被指潛在利益衝突。
9月6日，摩天輪新舊營辦商宣布達成協議，現有摩天輪設施得以保留。發展局長黃偉綸在9月9日稱，相信摩天輪「絕對不需要」半年時間可重開。
12月1日，摩天輪新營辦商The Entertainment Corporation Limited（TECL）下午宣佈，摩天輪將於12月20日重新開放，並與新落成的AIA Vitality公園一併開幕。

### 綠色和平示威事件
2017年12月21日，即摩天輪重開後第二日，14名環保組織綠色和平成員爬上摩天輪，抗議連鎖快餐店浪費即棄塑膠，藉此呼籲市民、政府和企業「走塑」，惟手法被民眾批評。受示威影響，摩天輪未能於上午11時準時開放。
約下午1時半，該批成員返回地面，同時被警方以公眾妨擾罪拘捕19人；惟他們於摩天輪上掛上的橫額久未能成功拆卸，故於傍晚宣布摩天輪全日停駛。

## 圖集

### 舊摩天輪

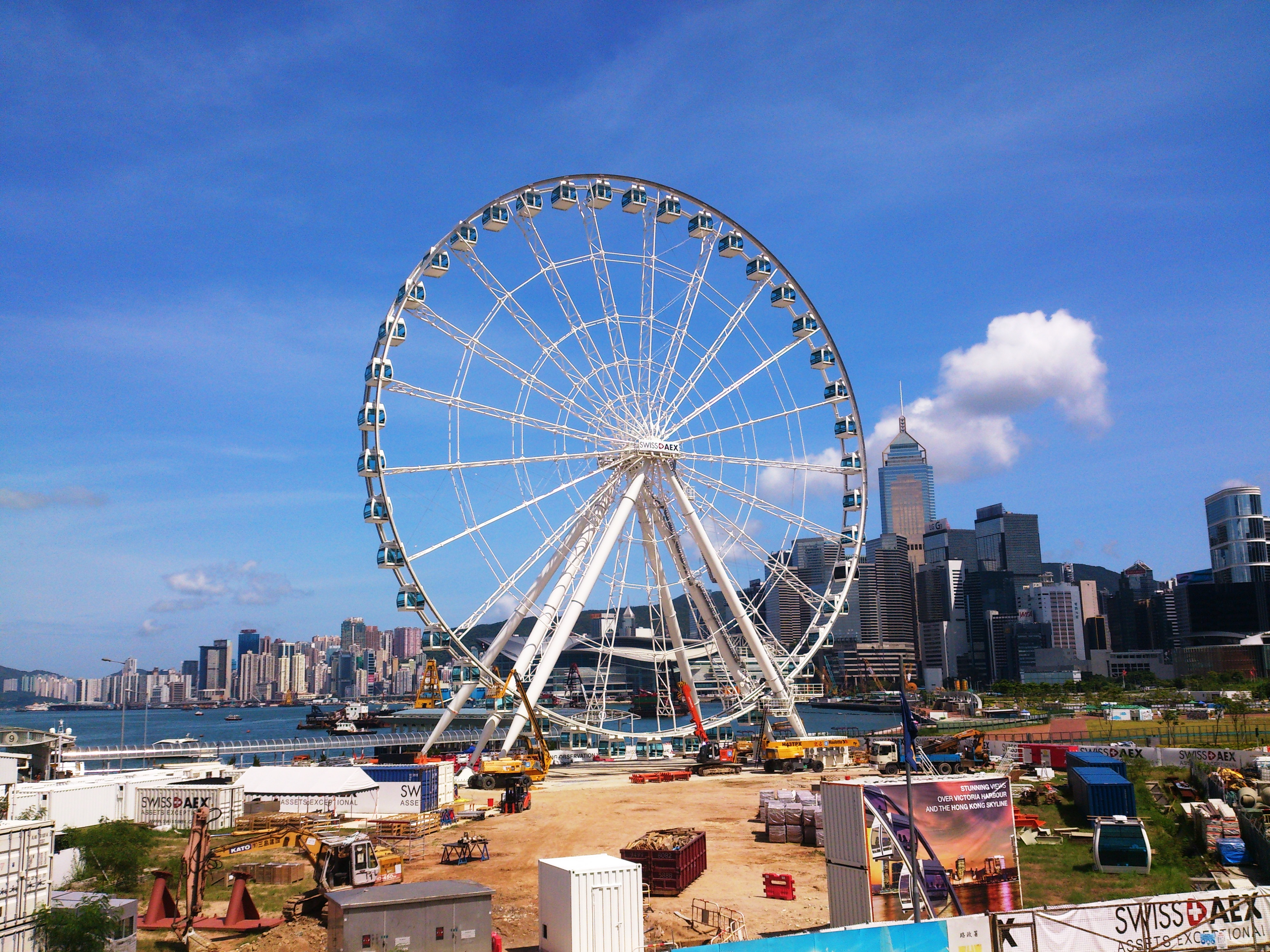
舊香港摩天輪日景（未完全興建）
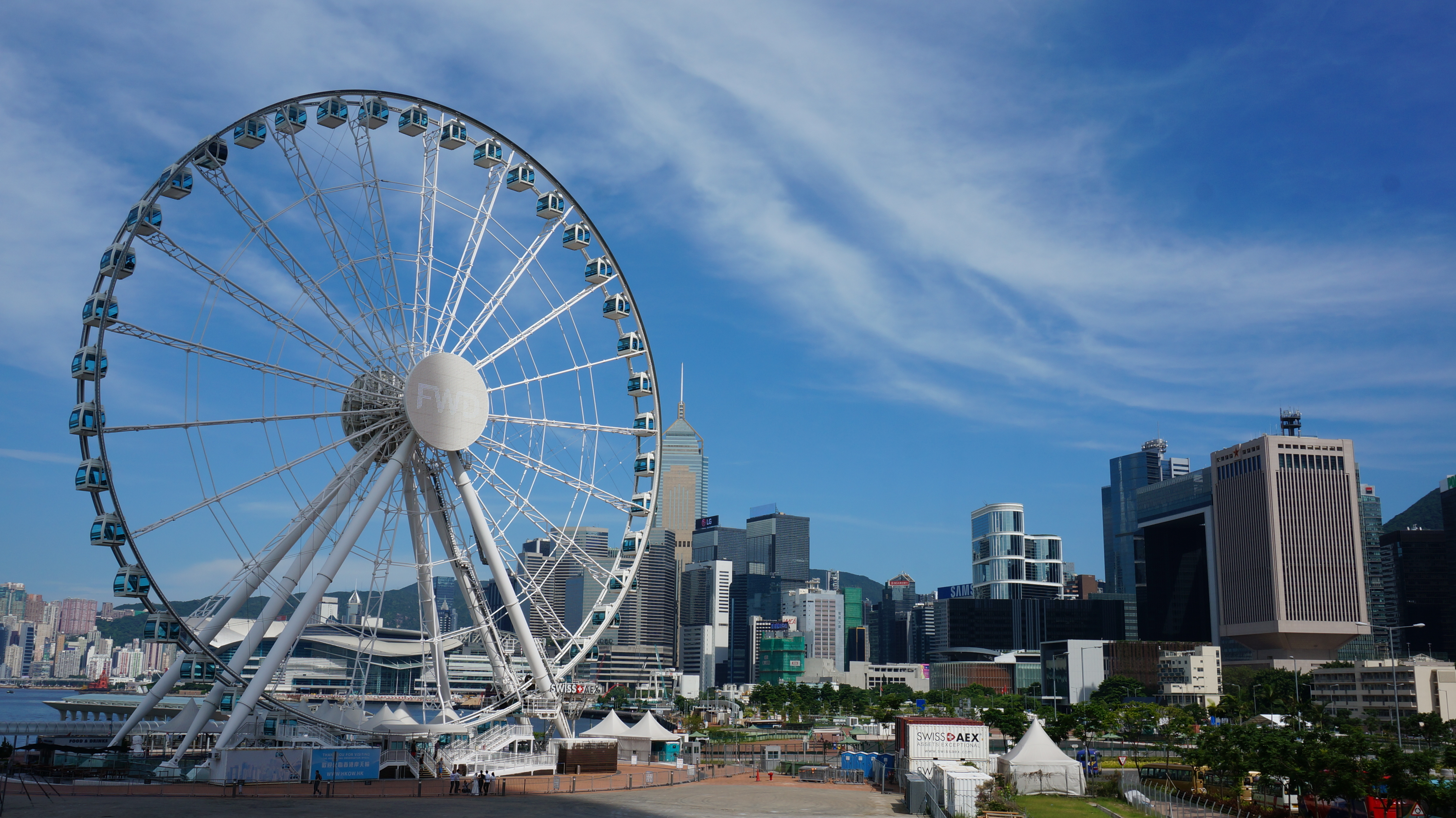
舊香港摩天輪日景
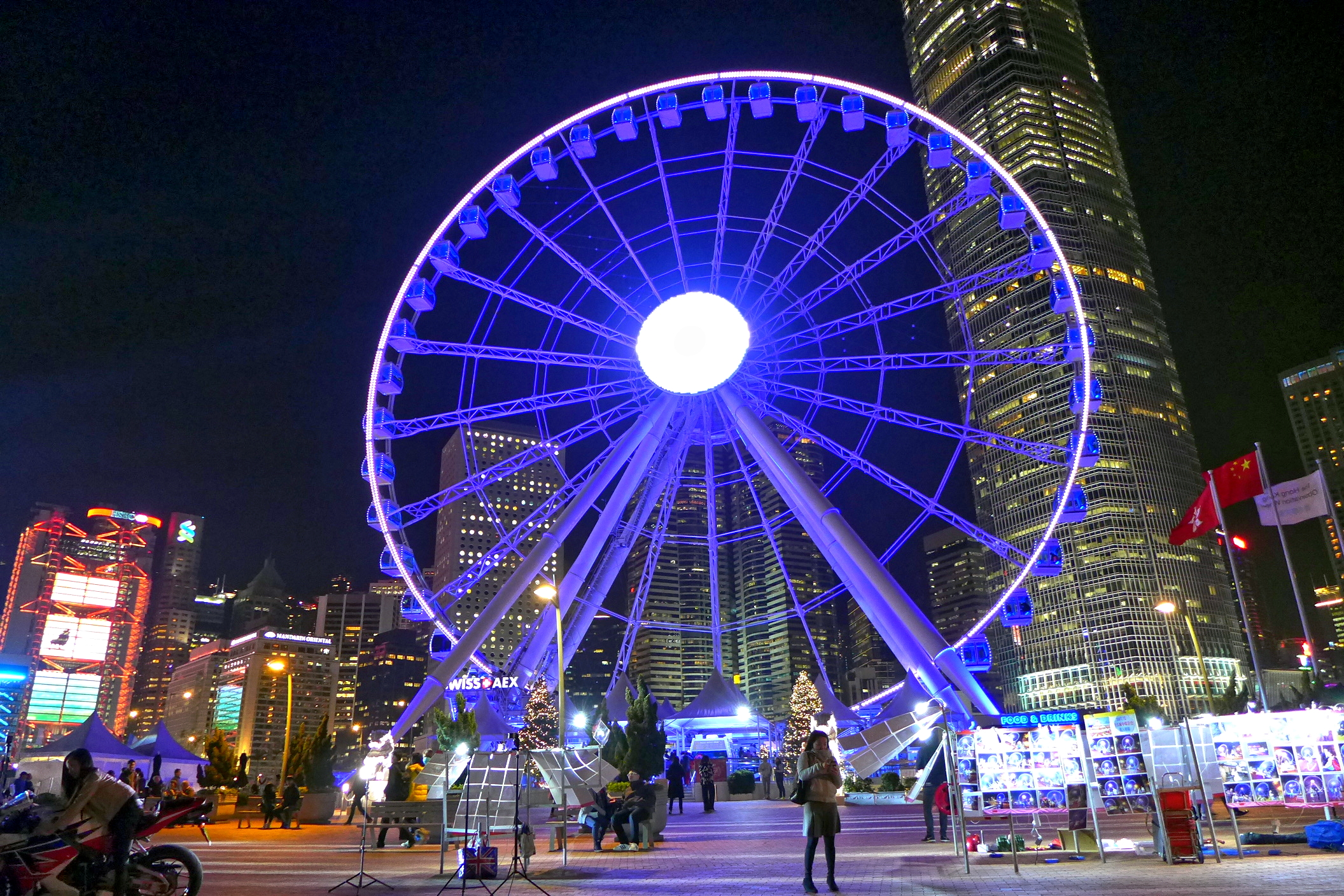
舊香港摩天輪夜景（近觀仰望）

### 新摩天輪

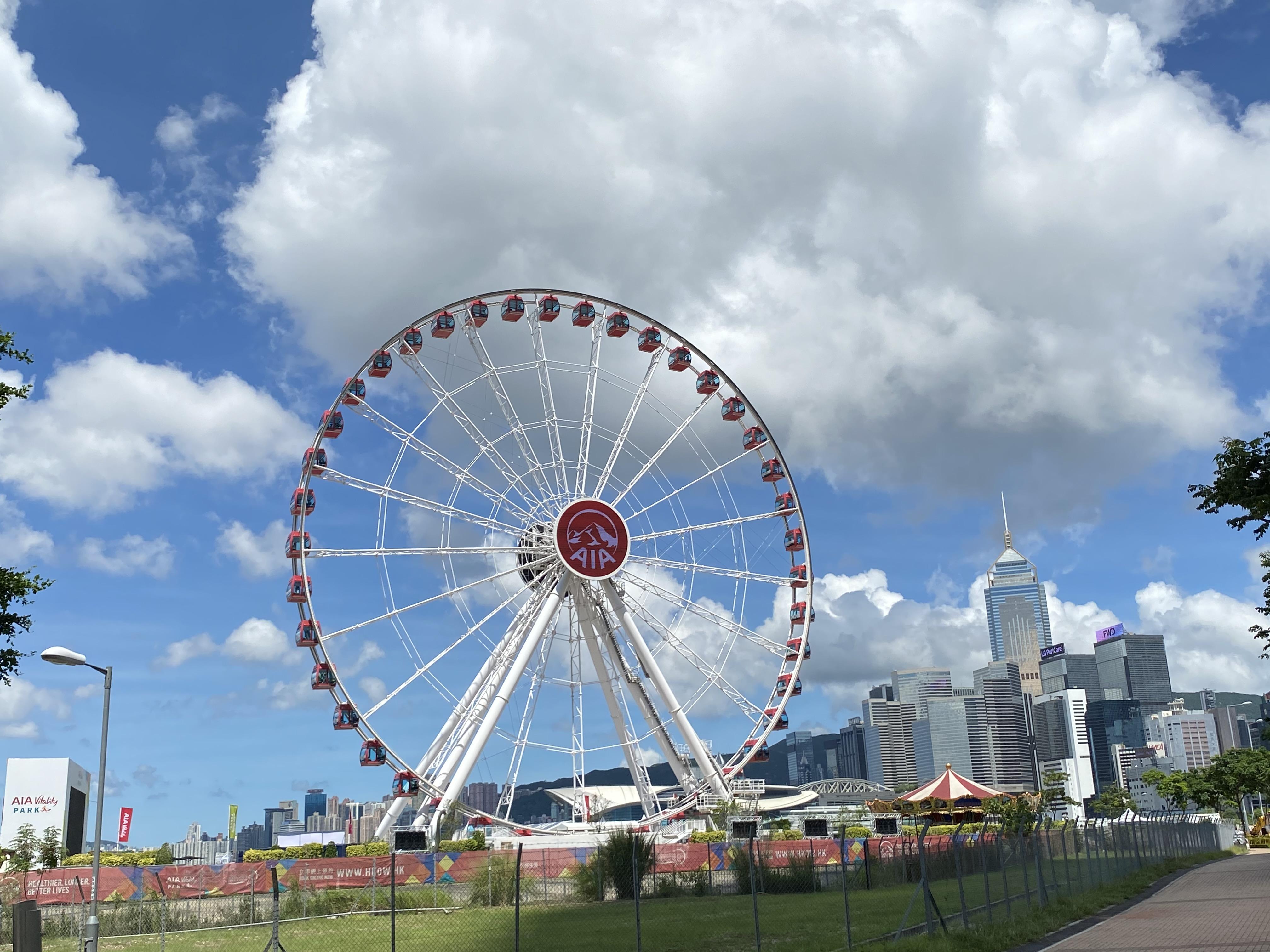
新香港摩天輪日景
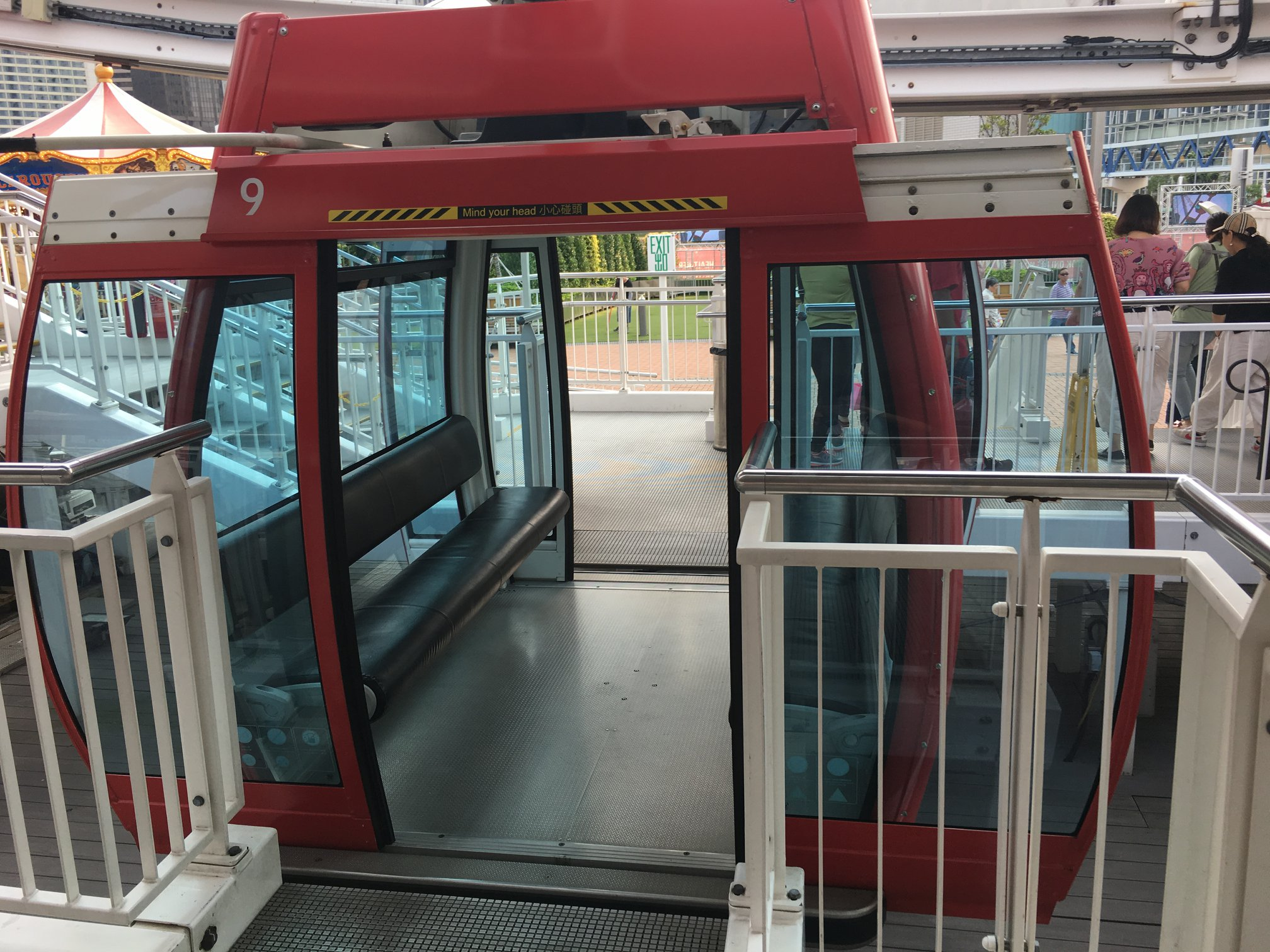
摩天輪車廂

## 外部連結
- 官方網站 （页面存档备份，存于）
- 香港太陽報 （页面存档备份，存于）
- 文匯報 （页面存档备份，存于）